# Rose et Colas
Rose et Colas ist eine Opéra comique (Originalbezeichnung: „Comédie en un Acte, prose et musique“) in einem Akt von Pierre-Alexandre Monsigny (Musik) mit einem Text von Michel-Jean Sedaine, die am 8. März 1764 im Theater des Hôtel de Bourgogne, Paris, uraufgeführt wurde.

## Handlung
Rose, die Tochter des Bauern Mathurin, und Colas, der Sohn des Bauern Pierre Leroux, lieben einander und wollen heiraten. Da die Väter seit Jahren gut befreundet sind, scheint dem jungen Glück nichts im Weg zu stehen. Da die Heiratswilligen für ihre Väter aber äußerst wichtige Helfer bei der Ernte und der sonstigen Arbeit auf den Höfen darstellen, befürchten die Bauern, dass sie von dem jungen verliebten Paar im Stich gelassen werden könnten. Daher geraten sie heftig aneinander, zumindest versuchen sie, den Anschein zu erwecken, dass sie unversöhnlich sind. Die Mère Bobi, eine bewährte Heiratsvermittlerin, sorgt jedoch dafür, dass sowohl bei den alten Herren als auch bei Rose und Colas alle Hindernisse aus dem Weg geräumt werden können.

## Gestaltung
Die Orchesterbesetzung der Oper besteht aus zwei Oboen, zwei Fagotten, zwei Hörnern, Streichern und Basso continuo.
Zu den bemerkenswertesten Stücken gehören Roses Ariette „Pauvre Colas“, die einsätzige Arie der Mère Bobi, das komische Duett „Ah! comme il y viendra“, Colas’ Arie „C’est ici que Rose respire“ und Roses Chanson „Il était un oiseau gris comme un’ souris“.

## Werkgeschichte
Das Libretto der Oper stammt von Michel-Jean Sedaine. Es basiert auf Jean de La Fontaines Stück Le van.
Die Uraufführung fand am 8. März 1764 durch die Comédie-Italienne bzw. der Opéra-Comique (Paris) im Theater des Hôtel de Bourgogne in Paris statt. Es sangen Jean-Baptiste Guignard „Clairval“ (Colas), Marie-Thérèse Laruette-Villette (Rose), Joseph „Giuseppe“ Caillot (Mathurin), Jean-Louis Laruette (Pierre Le Roux) und Mde. Bérard (Mère Bobi).
Die Oper wurde ein großer Erfolg. Es gab bis 1790 allein in Paris 193 Aufführungen. Voltaire veranlasste, dass sie 1767 in seinem Wohnort Ferney gespielt wurde. Weitere Produktionen in Paris gab es 1794 im Théâtre de l’Égalité, 1862 in einer Überarbeitung von François-Auguste Gevaert an der Opéra-Comique (Inszenierung: Ernest Mocker) und 1918 am Théâtre-Lyrique.
Nachweisbare Aufführungen außerhalb Frankreichs waren:
- 1765: Warschau – auf Französisch
- 1766: Genf und Brüssel
- 1767: Kopenhagen
- 1769: Veröffentlichung einer niederländischen Fassung von J. T. Neyts
- 1770: Lüttich
- 1770: Hamburg – deutsche Fassung von Johann Heinrich Faber
- 1771: Mannheim, Frankfurt u. a.
- 1774: Amsterdam
- 1774: Hague – in deutscher Sprache
- 1776: Wien
- 1777: Kopenhagen – dänische Fassung von Nils Krog Bredal
- 1778: Wien – in deutscher Sprache
- 1778: London, Covent Garden – englische Fassung (Text und Musik) von Charles Dibdin
- 1781: Warschau – in deutscher Sprache
- 1783: Amsterdam – niederländische Fassung von Philip Frederik Lynslager
- 1784: Moskau – russische Fassung von Marija Suschkowa
- 1785: Moskau – in französischer Sprache
- 1786: Berlin – in deutscher Sprache
- 1790: Stockholm – schwedische Fassung von Carl Stenborg
- 1809: Moskau
- 1927: Stockholm
- 1929: Amsterdam, Konservatorium

In André-Ernest-Modeste Grétry soll das Studium einer Partitur von Rose et Colas den Wunsch erweckt haben, fortan in Paris als Opernkomponist zu wirken.
Johann Heinrich Faber legte 1771 eine sorgfältige und in den Ensembles synchron gedruckte Übersetzung der 17 Szenen vor. Folgende Rollen sind verzeichnet: Colas, Röschens Liebhaber. – Röschen, Tochter des Mathies. – Mathies, ein Pachter. – Peter Rothkopf, Vater des Colas. – Mutter Anne. Hier heißt es: „Der Schauplatz ist in dem Hause des Mathies.“
Zu einer anderen zeitgenössischen deutschen Übersetzung findet man im Almanach der deutschen Musen: auf das Jahr 1773 folgende Erläuterung: „Hänschen und Gretchen, eine Operette nach dem Französischen des Sedaine. Der prosaische Theil dieser Operette ist eine rechte gute Uebersetzung von Rose et Colas; die Arien sind dem Inhalt und der Zahl nach den französischen auch gleich; sie haben übrigens einen leidlichen komischen Ausdruck und Leichtigkeit, einige Elisionen ausgenommen.“
In der Kurzgeschichte Une Double famille (1830) erwähnt Honoré de Balzac das Werk: Der Herr von Granville ist ein starker Geist, der in der Kathedrale von Bayeux eine Melodie summt: „Trotz der Heiligkeit des Ortes summte er, während er Weihwasser nahm, eine Melodie aus der Oper von Rose und Colas und führte seinen Sohn durch die Seitengalerien des Kirchenschiffs …“
1838 erschien von den Herren Saint Yves, Léon de Villiers und Victor Ratier die Comédie-Vaudeville en deux Actes Rose et Colas, ou une pieçe de Sedaine, ein Stück, in dem sowohl die Autoren Sedaine und Monsigny auftreten als auch die Protagonisten der Handlung.
2023 wurden Rose et Colas und eine andere Oper von Monsigny von der Neuburger Kammeroper einstudiert.

## Digitalisate
- Rose et Colas: Noten und Audiodateien im International Music Score Library Project
- Libretto (französisch), 1764. Digitalisat bei Google Books
- Johann Heinrich Faber: Libretto (deutsch), Mannheim 1771. Digitalisat des Münchener Digitalisierungszentrums